# Condado de Craven
O Condado de Craven é um dos 100 condados do estado americano da Carolina do Norte. A sede do condado é New Bern, e sua maior cidade é New Bern.
O condado possui uma área de 2 005 km² (dos quais 170 km² estão cobertos por água), uma população de 91 436 habitantes, e uma densidade populacional de 50 hab/km² (segundo o censo nacional de 2000). O condado foi fundado em 1712.